# Préfecture de Sotouboua
La préfecture de Sotouboua est une préfecture de la région Centrale du Togo. Sa ville principale est Sotouboua. Lors du recensement en 2022 au Togo, sa population était de 138 864 personnes. Couvrant une superficie de 4 487 km2, elle est divisée administrativement en 11 cantons dont Sotouboua, Adjengré, Tchébébé, Aouda, Fazao, Titigbé, Kaniamboua, Bodjondé, Sassaro, Kazaboua, Tabindè.

## Lieux habités
- Ayengre (en)
- Mpoti (en)
- Sotouboua